# Exposición Hispano-Francesa de 1908

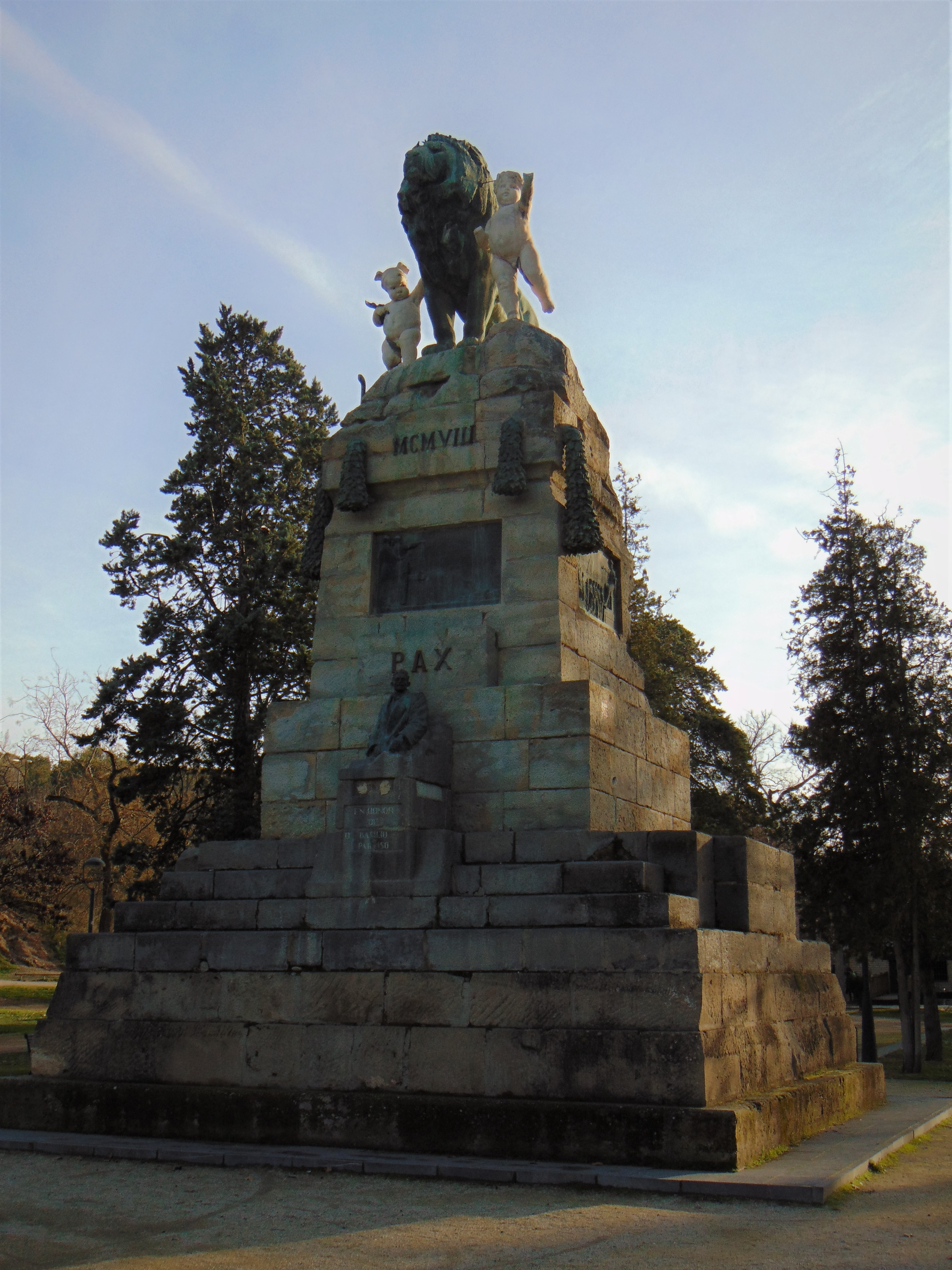
Monumento a la Exposición Hispano-Francesa de 1908 de Miguel Oslé.

La Exposición Hispano-Francesa fue una exposición celebrada en Zaragoza de mayo a diciembre de 1908 como conmemoración del Primer Centenario de los Sitios de Zaragoza.

## Historia
En 1902 la ciudad de Zaragoza decidió celebrar el primer centenario de los Sitios, celebración que se iba a mantener en un marco regular, formando la "Junta Conmemorativa de los Sitios". La realización de una exposición industrial fue planteada, sin embargo su magnitud estaba en duda por falta de fondos.
En 1906 el gobierno nacional decidió entregar dos millones y medio de pesetas para financiar la exposición, con lo que se creó el comité ejecutivo de la Exposición a cuya cabeza se colocó a Basilio Paraíso, un empresario local. Paraíso organizó la conmemoración del Centenario y la Exposición, encargando a Ricardo Magdalena la planificación. La Exposición se planteó como un acontecimiento moderno, para demostrar el empuje cultural y económico de la ciudad y de Aragón, a la vez que serviría para estrechar lazos y restañar heridas con los vecinos franceses tras los acontecimientos de las Guerras Napoleónicas del siglo anterior.
Sin embargo no todo fue en el sentido de Paraíso. Sectores conservadores como Florencio Jardiel, presidente de la junta organizadora del Centenario, también tuvieron su peso en la organización y el transcurso del acontecimiento. Su impronta se puede comprobar en la importancia del Pabellón Mariano o en los resultados del Congreso Pedagógico Nacional de Zaragoza.

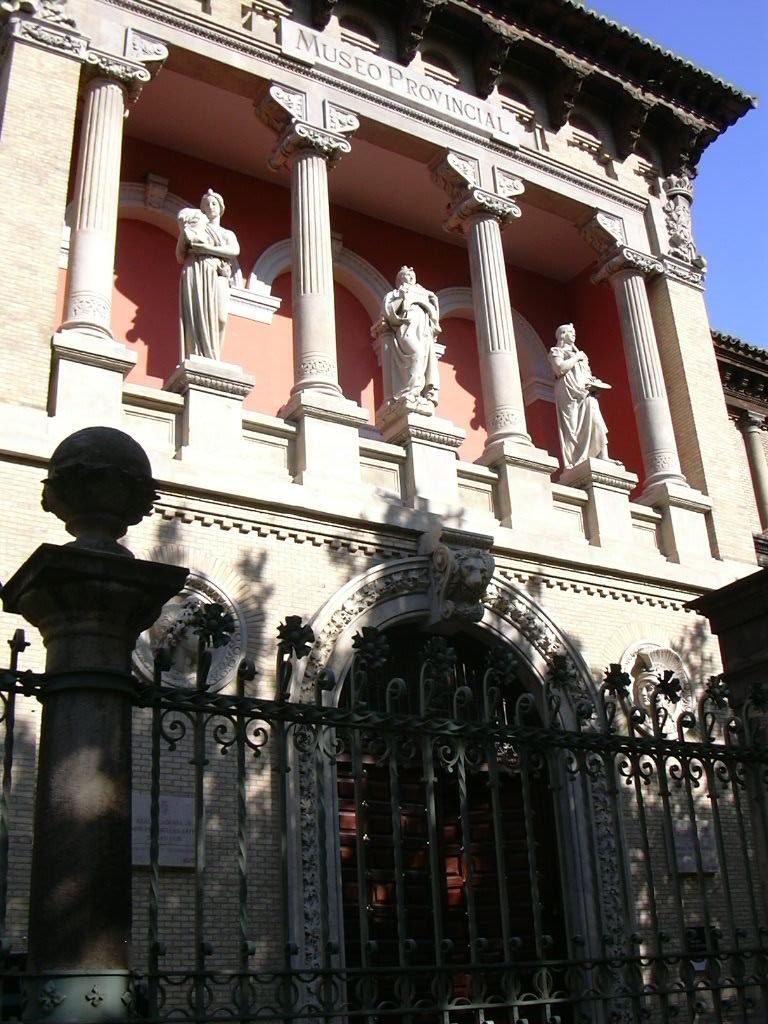
Fachada del Museo de Zaragoza.

Los terrenos de la Exposición fueron los de la llamada Huerta de Santa Engracia, alrededor de lo que actualmente es la Plaza de los Sitios. 36 500 obreros se encargaron de levantar los proyectos de Ricardo Magdalena y otros. Magdalena diseñó los edificios más importantes, entre los que se encuentra el actual Museo Provincial de Zaragoza, un enorme palacio neorrenacentista inspirado en los palacios del siglo XVI aragoneses, o el Gran Casino, un edificio modernista que se mantuvo hasta 1930. Arquitectos más jóvenes se encargaron de los demás edificios. Félix Navarro realizó el edificio de la Escuela de Artes y Oficios que se encuentra todavía en la Plaza de los Sitios. En el centro de la Plaza de los Sitios se levantó el Monumento a los Sitios de Agustín Querol, escultor catalán que lo realizó en estilo modernista; aún se puede contemplar en la actualidad.
La mayoría de las construcciones eran modernistas y de carácter provisional, realizados en materiales baratos como la madera, el yeso y el adobe y fueron desmontados tras la exposición. Entre ellos el Teatro, la Puerta de Entrada, el Pabellón de la Alimentación, el Pabellón Mariano, el Pabellón Central o el Pabellón Francés en estilo neorrococó y que maravilló a los visitantes con una sección dedicada a la industria automovilística francesa.
Participaron más de 5000 expositores, los más visitados los de agricultura, alimentación, industrias mecánicas y productos manufacturados. Además se podían visitar expositores de artesanía artística, sanidad y productos químicos y farmacéuticos, etc. Entre los expositores hubo tanto instituciones como el Gobierno francés o el Ministerio de Fomento, como empresas privadas, como Altos Hornos de Vizcaya que tenía su propio pabellón. También fue importante la participación de Cataluña, con un pequeño incidente en un brindis del arquitecto regionalista Puig i Cadafalch que no agradó a algunos conservadores zaragozanos.

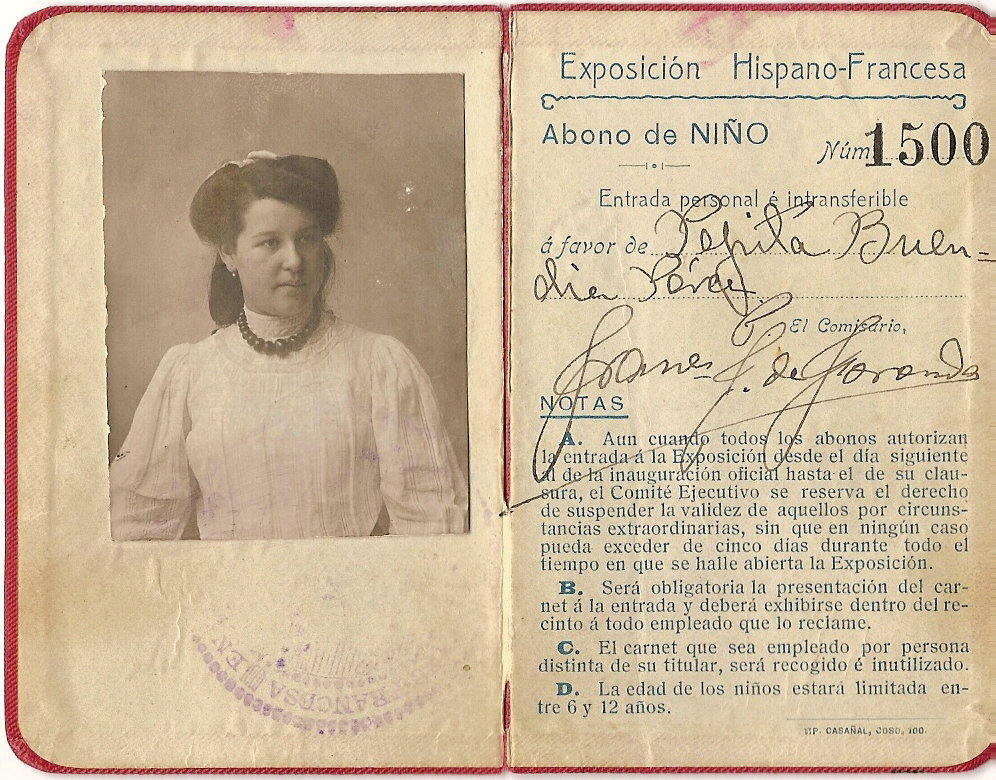
Un carné infantil de la exposición.

Para acelerar los trabajos, el 24 de marzo de 1907 se creaba una Comisaría Regia para la celebración del Centenario, nombrándose Comisario a D. Juan Tejón y Marín; además, el ministro de Gobernación, Juan de la Cierva, publicaría un Real Decreto exceptuando del descanso dominical los trabajos de la exposición (15-9-1907). Finalmente se creó una Medalla Conmemorativa de los Sitios de Zaragoza a la que dio carácter oficial y que gozó de amplia difusión.
La Exposición coincidió con varios congresos, entre los que cabe destacar el del Progreso de las Ciencias, el Agrícola Nacional, Cámaras de Comercio, Exportación, Sociedades Económicas y Turismo. Además también se realizó una gran Exposición Artística de arte contemporáneo, y también exposiciones de «arte retrospectivo».
El éxito de público, con más de medio millón de visitantes, llevó a prolongar el acontecimiento dos meses. Entre los visitantes hay que destacar a Alfonso XIII, que visitó la Exposición en diversas ocasiones.